# Maske (Kosmetik)

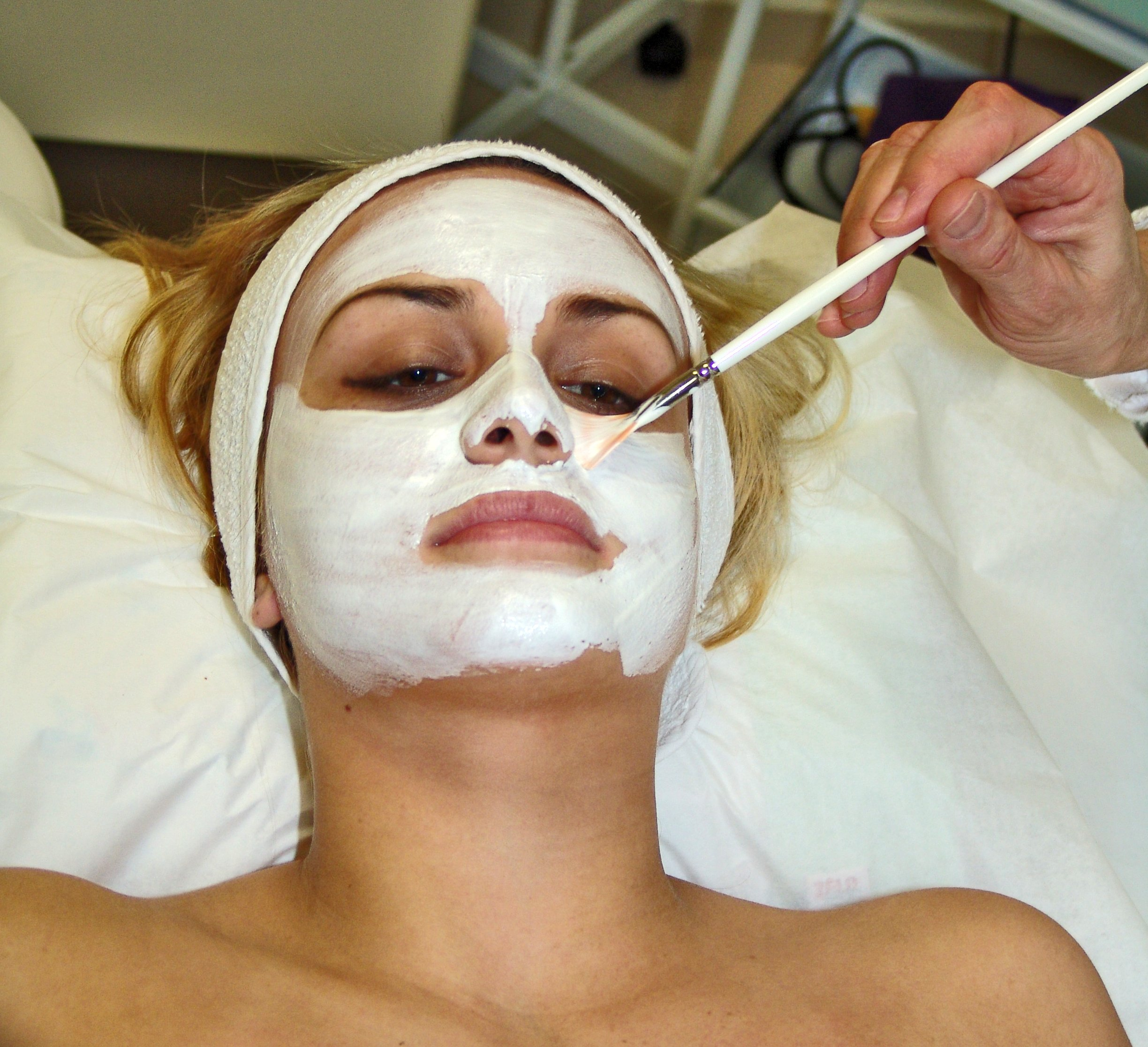
Kosmetische Masken werden häufig zur Pflege und Reinigung verwendet.

Kosmetische Masken für das Gesicht sind die gängigsten Kosmetikprodukte, die für die Hautverjüngung in Kosmetiksalons, Wellnesseinrichtungen oder auch zu Hause Anwendung finden.
Masken bestehen in der Regel aus halbfesten Zubereitungen mit unterschiedlichen Inhaltsstoffen und lassen sich je nach Wirkung, Zusammensetzung, Auftragungs- und Abtragungsart in verschiedene Maskentypen einteilen.

## Geschichte
Schon in mehreren Sagen der mosaischen Zeit und im Exodus  lassen sich Hinweise auf Gesichtsmasken zu kosmetischen Zwecken finden. Es wird davon erzählt, dass die Haut Moses glänzend geworden sei, als er vom Sinai herabstieg, und dass er eine „Hülle“ auf sein Gesicht auflegte, die sein Antlitz erglänzen ließ. Ob diese und andere Schriften tatsächlich Hinweise auf kosmetische Masken sind, lässt sich nicht klar belegen.  Nachweisbar ist jedoch die Verwendung von Masken aus Honig und Kieselerde oder aus Wein und Maulbeersaft in der Antike. Nachdem anschließend Kosmetika zur Verschönerung verpönt waren, fanden Masken während der Renaissance wieder nach Europa. Die erste moderne Gesichtsmaske wurde von Madame Rowley im 18. Jahrhundert entwickelt. Es handelte sich um eine Tuch-Maske, die das Gesicht reinigen sollte.

## Verwendung
Masken werden auf die gereinigte Haut nach den entsprechenden Herstellerempfehlungen aufgetragen, wobei Augen- und Mundpartien in der Regel großzügig ausgespart werden. Da sich in kosmetischen Masken oftmals eine Vielzahl an potentiell allergenen Stoffen befinden können, findet sich in den Herstellerangaben oftmals der Hinweis, dass Personen mit empfindlicher Haut eine kleine Portion der enthaltenen Stoffe auf die Haut auftragen sollen, um eventuelle Irritationen sofort zu entdecken. Manche Masken sind so zusammengesetzt, dass sie, ähnlich wie Gips, nach dem Auftragen auf der Haut trocknen oder hart werden sollen. Die Masken werden nach der Behandlung mit Hilfe eines feuchten Tuchs oder durch Abziehen entfernt. Die Einwirkzeit der Maske hängt dabei von der Art ab und richtet sich in der Regel nach den Herstellerangaben. Diese variiert von wenigen Minuten bis mehreren Stunden. Grundsätzlich können Masken je nach Bedarf mehrmals die Woche verwendet werden. Manche Masken (vor allem solche, die Glycolsäure enthalten) sind für den häufigen Gebrauch jedoch nicht geeignet und können bei wiederholtem Auftragen zu Hautreizungen führen.

## Einteilung nach Inhaltsstoffen und Wirkung

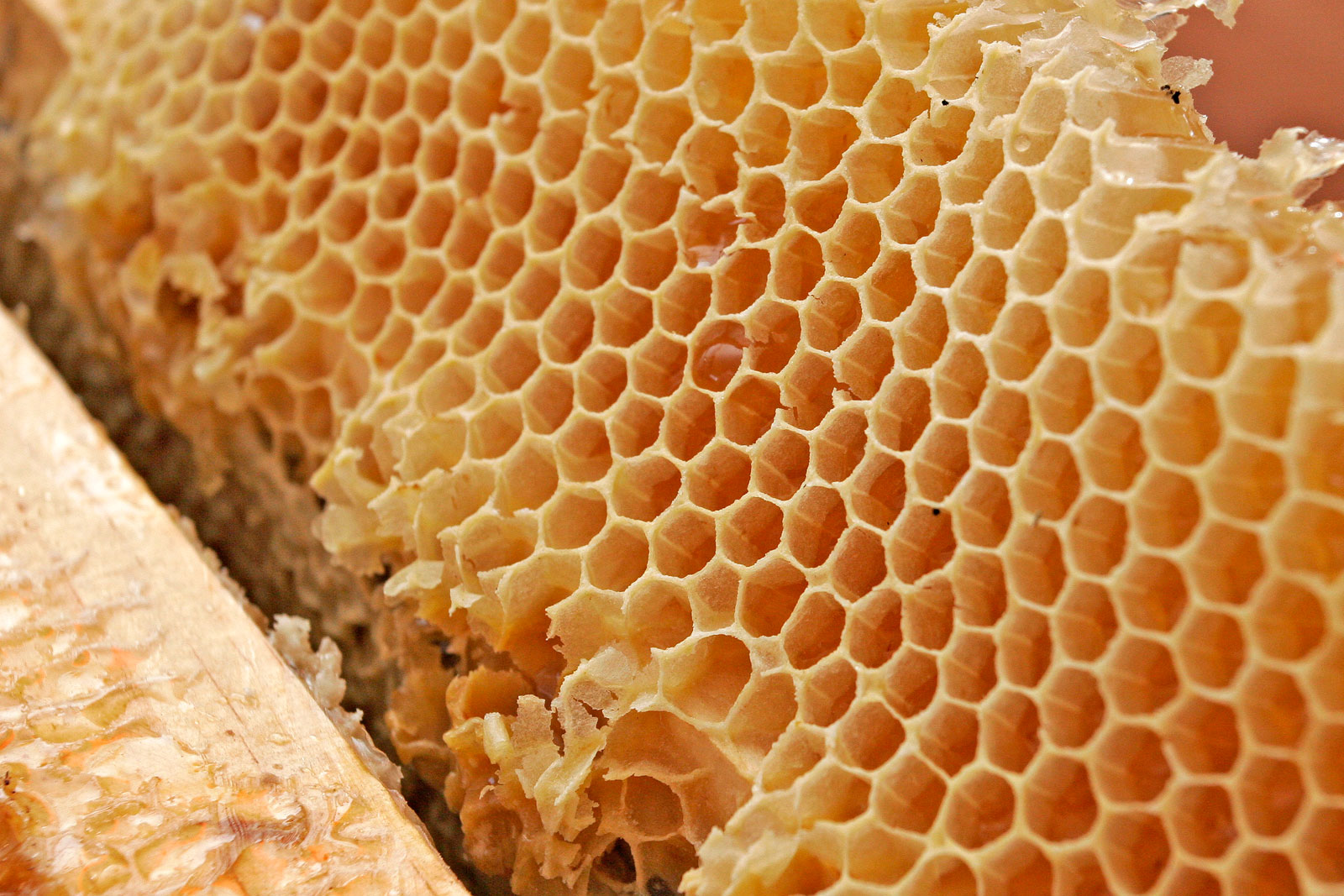
Honig ist ein wichtiger Inhaltsstoff in einigen Masken.

Viele Masken beinhalten anorganische Grundstoffe, wie z. B. Kaolin und Kieselsäure. Außerdem lässt sich oft Aluminiumhydroxid, Honig und Pflanzensaft in den Masken finden. Bei dem Pflanzensaft handelt es sich um ein getrocknetes Sekret, welches aus Kalium-, Calcium- und Magnesiumsalzen, Polyarabinsäure, saures Polysaccharid aus Arabinose, Rhamnose, Galactose und Glucuronsäure besteht. Je nach erwünschter Wirkung gibt es zusätzliche Inhaltsstoffe in den Masken.
- Augenmaske:

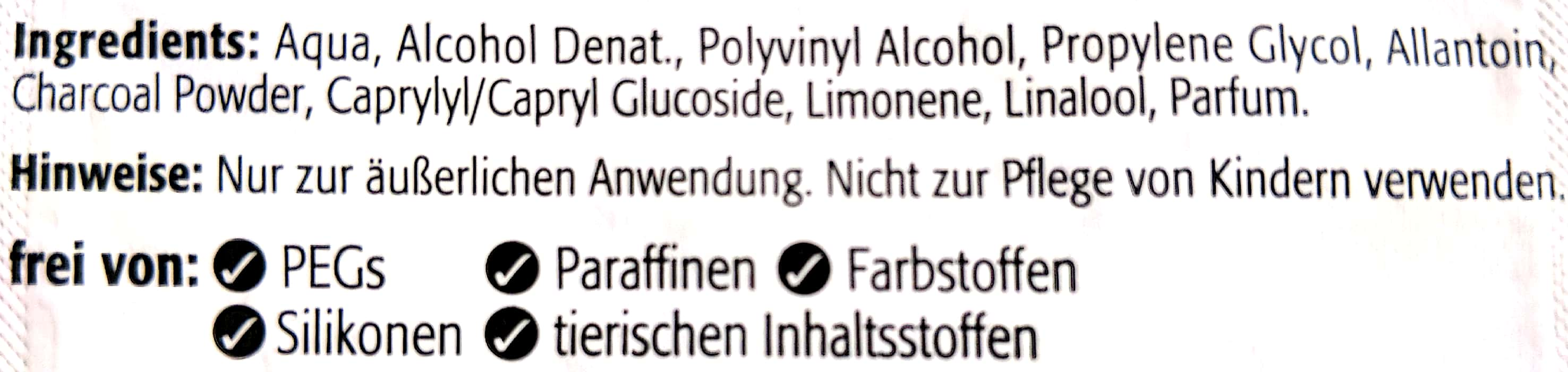
INCI-konforme Angabe der Inhaltsstoffe (oben) einer Maske

Bei geschwollenen Augen sind Augenmasken besonders wohltuend. Die Maske wird nur auf die Augenpartie aufgetragen. Auch gegen dunkle Ringe, Tränensäcke, gereizte und überanstrengte Augen wurden von einigen Firmen Masken entwickelt.
- Feuchtigkeitsmaske:

Es gibt besonders schnell wirkende Masken für müde oder gestresste Haut. Dazu zählen Feuchtigkeitsmasken. Die Haut wird mit Feuchtigkeit versorgt und angeregt. Häufig lassen sich Feuchtigkeitsmasken als transparentes Gel finden.
- Heilerde-Maske:

Heilerde-Masken lassen sich anwenden, um Hauteffloreszenzen zu reduzieren und das gesamte Hautbild zu verbessern. Sie soll auch bei der Behandlung milder Akne geeignet sein. Dafür wird die Maske mit Jojoba-Öl gemischt und auf die Haut aufgetragen. Die Wirkung beruht hauptsächlich auf dem austrocknenden Effekt, wodurch eine gute Saugfähigkeit der Haut bewirkt wird. Folglich fließt Fluid aus dem Inneren nach außen, wodurch metabolische Produkte, Zellstoffe und bakterielle Giftstoffe aus die Haut heraus getragen und an die Heilerde gebunden werden. Die feinen Heilerde-Partikel absorbieren somit Talg, klären die Poren und entfernen Fremdstoffe aus der Haut. Zusätzlich wirkt das Jojoba-Öl antibakteriell und entzündungshemmend.

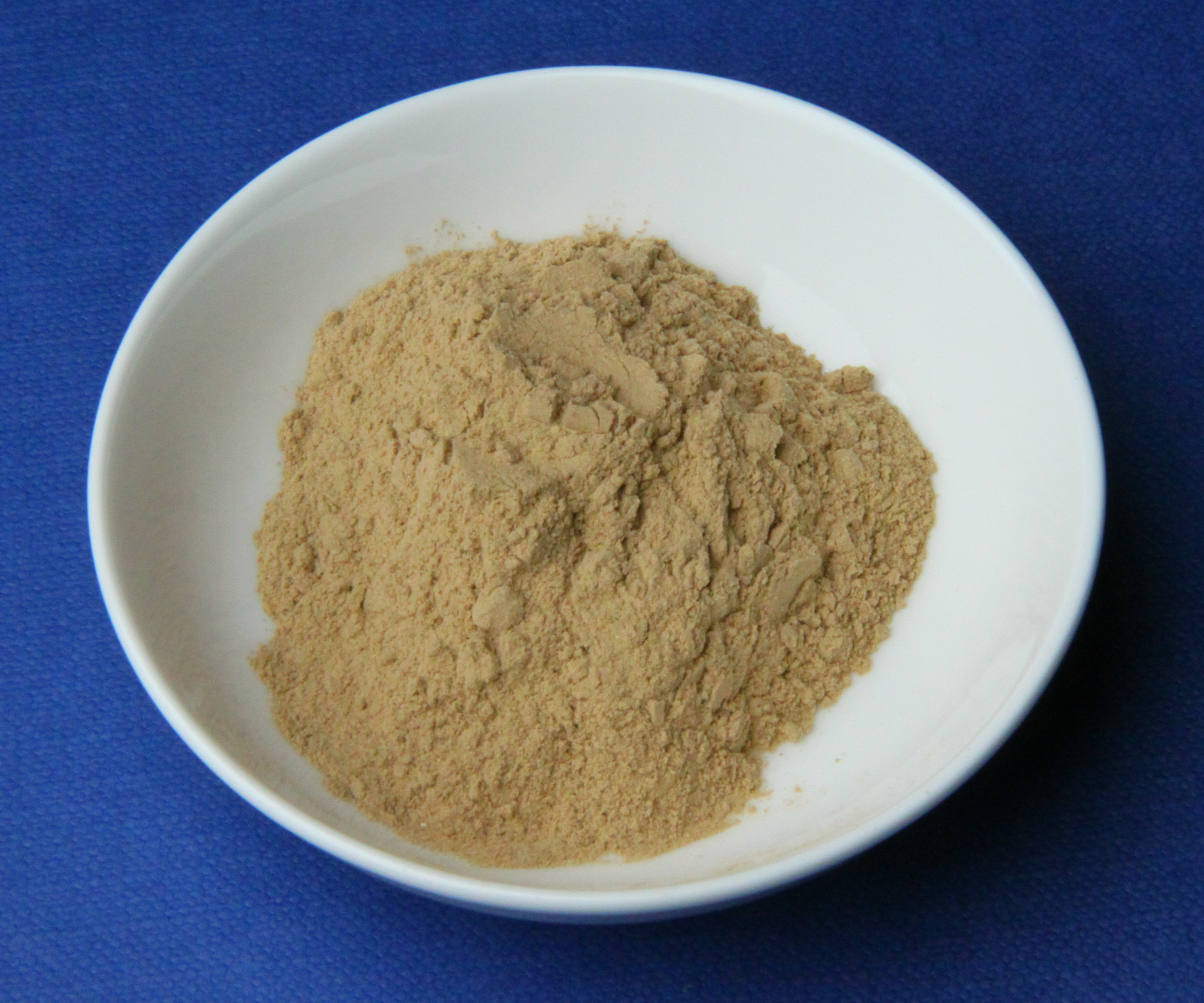
Heilerde ist ein Inhaltsstoff der Heilerde-Maske.
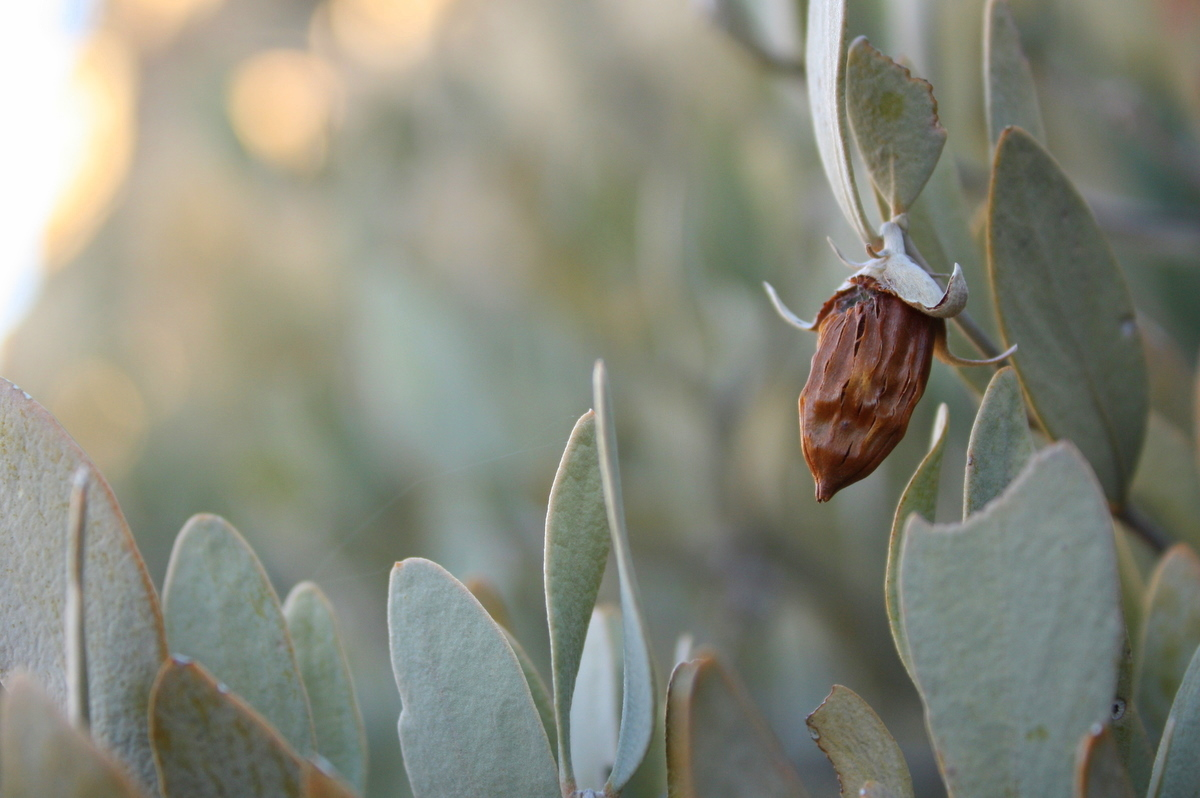
Jojoba-Öl für die Heilerde-Maske wird aus der Jojoba-Pflanze gewonnen.

- Hydrogel-Masken:

Hydrogel-Masken enthalten Wasser als Dispersionsmittel und einen oder mehrere Gelbildner. Sie neigen zu schnellem Austrocknen durch Verdunstung des Wassers. Um das Austrocknen zu verzögern, beinhalten die Masken oft Glycerin und Sorbit. Auch Konservierungsstoffe, Alkohole oder andere antimikrobielle Substanzen zählen zu den Inhaltsstoffen, um vor einer Verkeimung des Produktes zu schützen. Hydrogel-Masken besitzen auf der Haut einen erfrischenden, kühlenden Effekt. Das resultiert aus der Verdunstungskälte des Wassers.
- Paraffinmaske:

Paraffinmasken bestehen aus erwärmtem, flüssigem Paraffin, welches gleichmäßig auf die Haut aufgetragen wird und sofort erhärtet. Nach Erkalten der ersten Schicht wird eine zweite Schicht aufgetragen. Unter der Maske steigt allmählich die Temperatur um ein bis zwei Grad Celsius an. Die Maske kann die Hautwärme nicht mehr abstrahlen, wodurch sich die Wärme unter der Paraffinschicht staut. Als Folge erweitern sich die Blutgefäße, die Schweißdrüsen erhöhen ihre Tätigkeit und die Lymphe wird vermehrt ins Gewebe transportiert. Nach vollständigem Erkalten wird die Maske noch 15 Minuten zum Einwirken auf der Haut gelassen und anschließend vollständig abgenommen. Nach der Behandlung ist die Haut gut durchfeuchtet und sieht prall und rosig aus.
- Peelingmaske:

Eine Peelingmaske findet bei robuster und unreiner Haut Verwendung. Sie wird wie ein Peeling auf die feuchte Haut massiert und nach kurzer Ruhepause mit warmem Wasser abgewaschen. Sie enthält mikrofeine Schleifpartikel, wie z. B. zerstoßene Algen oder Kaolin, welches die Oberfläche glättet. Zusätzlich enthält die Peelingmaske pflegende Stoffe, die die Haut weich und geschmeidig machen.  
- Peel-Off-Masken:

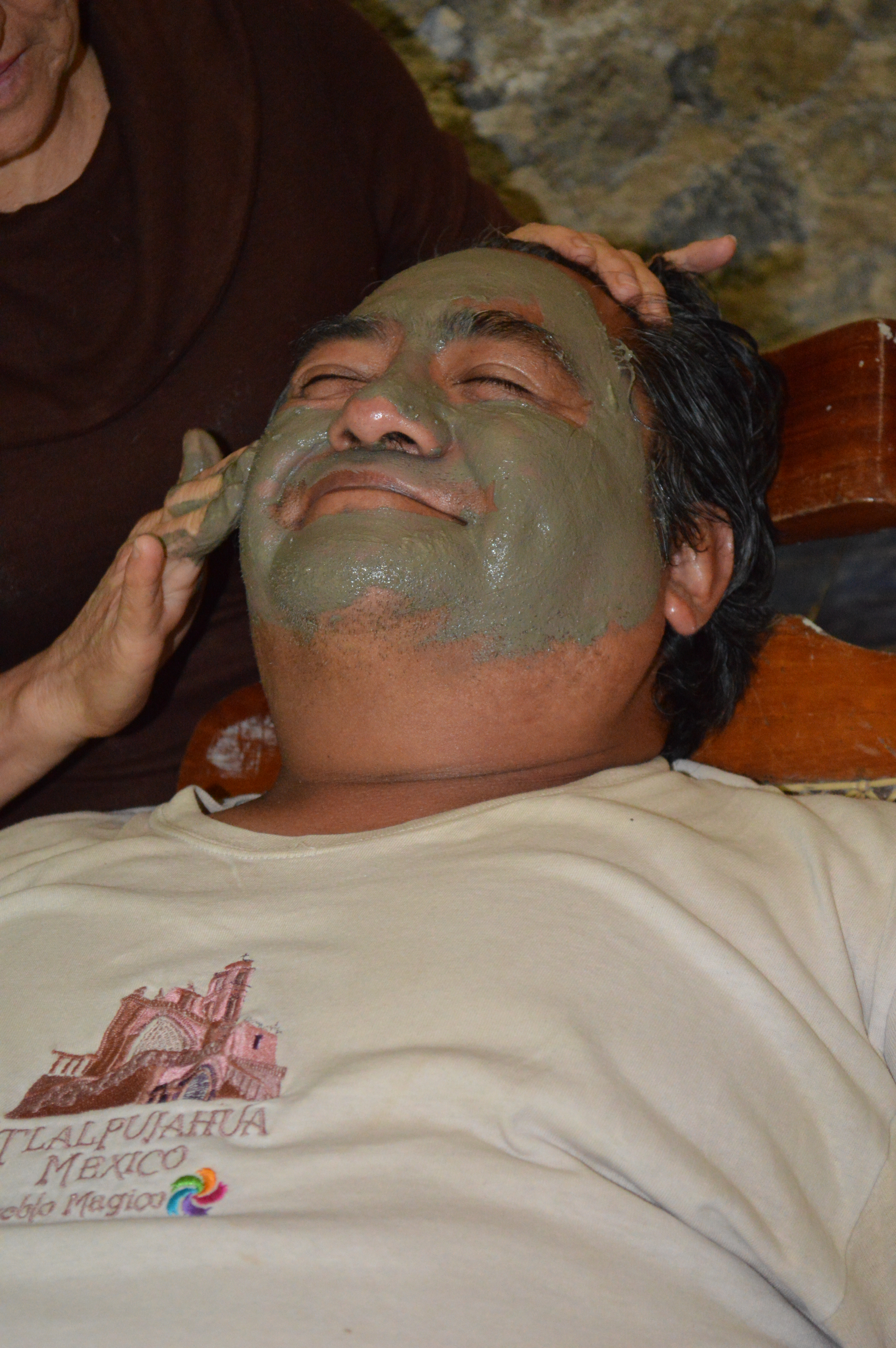
Die Schlamm-Maske ist ein Beispiel für eine Peloid-Maske.

Eine Peel-Off-Maske ist eine Reinigungsmaske aus einem Gel, welches aus Alkohol und Polyvinylacetat zusammengesetzt ist.  Die Maske wird mit einem Pinsel aufgetragen und nach der Einwirkungszeit als transparenter Film abgezogen. Sie saugt überschüssiges Hautfett auf, entfernt lose Hautschüppchen und verfeinert die Poren. Die Maske findet gewöhnlich bei fettiger, unreiner und großporiger Haut Anwendung.
- Peloid-Masken:

Peloid-Masken bestehen aus durch geologische Vorgänge entstandenen organischen oder anorganischen Stoffen (z. B. Moor, Heilerde, Kiesel, Kalk, Kaolin, Schlamm, Lehm). Die Maske wird mit warmem Wasser angerührt und durchdringt gleichmäßig thermisch die Epidermis. Peloide haben die Eigenschaft einer verzögerten Wärmeabgabe und eine mechanische Wirkung. Die Masken sind auch für die naturkosmetische Behandlung mit Früchten geeignet.
- Pulvermasken:

Bentonit (Tonerde) als natürlicher, mineralischer Stoff bildet oft die Basis für Pulvermasken. Die Maske wird aus dem Tonerde-Pulver und Wasser zu einem Brei angerührt und dann aufgetragen. Beim Trocknen entsteht eine luftundurchlässige, feste Masse, welche durch Erweichen mit Wasser entfernt werden kann.
- Reinigungsmaske:

Für fettige Hauttypen, bei denen die Talgsekretion gestört ist, gibt es hautklärende, aktivierende Masken, die Hefe enthalten. Hauptbestandteile der Hefe sind Vitamin B1, B2 und B6. Diese fettfreie Masken wirken oft austrocknend und fettadsorbierend, wodurch die Komedonen geöffnet werden. Diese Masken wirken im Allgemeinen auch als Zusatzpflege bei einer Akne. In speziellen Masken gegen Akne lassen sich Enzyme, Glycoside, Saponine, Zitronensäure, Galitannsäure und ätherische Öle finden.
- Schaummasken:

Bei Schaummasken handelt es sich um Emulsionen mit einem hohen Anteil an Feuchthaltefaktoren, die mittels Treibgaszusatz in Schäume überführt werden. Der Schaum wird aufgetragen und durch die Hautwärme platzen die im Schaum eingeschlossenen Luftbläschen. Ein prickelndes angenehmes Gefühl entsteht und die Hornschicht wird schnell mit Feuchtigkeit versorgt. Die Hornschüppchen quellen auf und die Haut wirkt praller und frischer. Diese Maske ist für jeden Hauttypen geeignet und wirkt besonders bei ermüdeter Haut erfrischend.
- Thermomaske:

Durch Thermomasken lässt sich die Haut auffrischen, zugleich werden die Gesichtskonturen gefestigt. Sie bestehen aus einem pulverförmigen Mineralstoffgemisch und werden mit warmem Wasser zu einem Brei angerührt und aufgetragen. Unter der fest werdenden Maske entsteht mit langsam ansteigender Temperatur ein Wärmestau, der die Poren erweitert. Das Ziel ist, dass zuvor aufgebrachte Nährstoffe (z. B. über Cremes) besser eindringen können. Beim Abtrocknungsprozess verkleinert sich die Modelage und bewirkt in einer Art von Presswirkung ein Glattbügeln der Hautoberfläche. Nach einer bestimmten Zeit ist der Brei eingetrocknet und lässt sich als Ganzes abnehmen. Die Haut ist anschließend besser durchblutet und wirkt glatter und weicher.
- Tuch-Maske:

Eine Tuch-Maske besteht aus einem Tuch, welches in Gesichtsform geschnitten und Löcher an Augen, Mund und Nase hat. Es wird aus natürlichen Fasern, wie Baumwolle, Kokosnussfleisch oder Zellulose hergestellt. Das Tuch wird in der Herstellung in ein intensives Serum bestehend aus vielen Inhaltsstoffen getaucht. Zu den Inhaltsstoffen gehören Vitamine, natürliche Öle, natürliche Pflanzenstoffe und Säuren, die die Haut verwöhnen. Es gibt unterschiedliche Seren mit unterschiedlichen Rezepturen, wobei die Wahl der Tuch-Maske von dem Hauttypen abhängig ist.
Bei der Anwendung wird die Tuch-Maske aus der Verpackung genommen und auf die Haut gelegt, sodass die entsprechenden Löcher umliegend der Augen, Nase und des Mundes sind. In der Verpackung bleibt oft Serum zurück, welches auf das Dekolleté oder den Nacken aufgetragen werden kann.
- Weitere Masken:

Es lassen sich auch Masken, die der Beruhigung und Entspannung dienen finden.